# Nicht schon wieder, Takagi-San
Nicht schon wieder, Takagi-San (jap. からかい上手の高木さん, Karakai Jōzu no Takagi-san) ist eine Manga-Serie von Soichiro Yamamoto, die von 2013 bis 2023 in Japan erschien. Sie ist in die Genres Romanze, Comedy und Shōnen einzuordnen, wurde als Anime-Fernsehserie adaptiert und erhielt zahlreiche Ablegermanga.

## Inhalt
Nishikata (西片くん) kennt seine Mitschülerin Takagi (高木さん) schon lange und ist seit jeher darauf versessen, sie mit einem Streich hereinzulegen. Denn ihm wurden schon so viele Streiche von Takagi gespielt, dass er es ihr unbedingt heimzahlen will. Doch jeder Plan, den sich Nishikata ausdenkt, wird von Takagi vorhergesehen und gegen ihn eingesetzt. So ist am Ende immer Nishikata der Hereingelegte. Heimlich aber ist Takagi in ihn verliebt und erfreut sich an seinen Reaktionen und wie leicht sie ihn in Verlegenheit bringen kann.

## Printveröffentlichung
Die Serie erschien zunächst ab 2013 im Magazin Gessan mini beim Verlag Shogakukan. Seit Juli 2016 erscheint es im Magazin Gessan beim gleichen Verlag. Das letzte Kapitel wurde am 12. Oktober 2023 veröffentlicht. Der Manga erschien auch in insgesamt 20 Sammelbänden. Der 8. Band verkaufte sich in Japan über 200.000 mal in den ersten vier Wochen nach Erscheinen.
Eine deutsche Fassung wurde von April 2019 bis Januar 2025 als Nicht schon wieder, Takagi-San vollständig von Altraverse herausgebracht. Eine englische Übersetzung erscheint bei Yen Press.
Von November 2014 bis November 2015 erschien der Ableger Ashita wa Doyōbi (あしたは土曜日) in der Yomiuri Chūkōsei Shimbun, der sich um drei Mitschülerinnen von Nishikata und Takagi dreht. Die Serie wurde ebenfalls von Soichiro Yamamoto gezeichnet und vom Verlag Shogakukan  in insgesamt zwei Sammelbänden herausgegeben.
Von Juli 2017 bis April 2020 erschien ein zweites Spin-off unter dem Titel Koi ni Koisuru Yukari-chan. Dieses wurde von Yūma Suzu gezeichnet, erschien in der Monthly Shōnen Sunday und umfasst insgesamt fünf Bände.
Mit Karakai Jōzu no (Moto) Takagi-san, gezeichnet von Mifumi Inaba, erschien von Juli 2017 bis Juli 2024 ein weiterer Ableger im Gessan Shōnen Sunday Comics. Die Serie wurde auch in insgesamt 23 Sammelbänden zusammengefasst.
Unter dem Titel Karakai Jōzu (?) no Nishikata-san erschien von November 2023 bis August 2024 ein vierter Ableger, der sich auf Chis Jahre in der Mittelschule fokussiert. Die Serie erschien in der Monthly Shōnen Sunday und wurde am 9. August 2024 mit dem 10. Kapitel beendet. Die Serie erschien auch in einem Sammelband.

## Anime-Fernsehserie
Bei Shin-Ei Animation entstand eine zunächst 12-teilige Anime-Fernsehserie, die in 25 Minuten langen Folgen mehrere Episoden des Mangas sowie des Ablegers Ashita wa Doyōbi zeigt. Für die Produktion schrieb Michiko Yokote das Drehbuch und Hiroaki Akagi führte Regie. Das Charakterdesign stammt von Aya Takano. Der Vorspann wurde unterlegt mit dem Lied Iwanai kedo ne, gesungen von Yuiko Ōhara, und das Abspannlied ist das von Rie Takahashi gesungene Kimagure Romantic (気まぐれロマンティック).
Die Serie wurde ab dem 8. Januar 2018 von Tokyo MX, ytv und BS11 in Japan ausgestrahlt. Eine zweite Staffel folgte 2019, die am 22. September 2019 mit der 24. Folge abgeschlossen wurde. Eine englische Fassung wird von Animax Asia gezeigt, während die Plattform Crunchyroll die Folgen parallel zur japanischen Ausstrahlung per Streaming veröffentlicht – unter anderem mit deutschen und englischen Untertiteln.
Die 2. Staffel mit 12 Episoden wurde 2019 veröffentlicht und von Netflix deutsch synchronisiert. Eine 3. Staffel läuft seit 2022 auf HIDIVE.
| Rolle      | japanischer Sprecher (Seiyū) | deutscher Sprecher |
| ---------- | ---------------------------- | ------------------ |
| Takagi-san | Rie Takahashi                | Anna Gamburg       |
| Nishikata  | Yūki Kaji                    | Lasse Dreyer       |
| Mina       | Konomi Kohara                | Rieke Werner       |
| Yukari     | M.A.O                        | Peggy Pollow       |
| Sanae      | Yui Ogura                    | Moira May          |